# Otto Schwabe

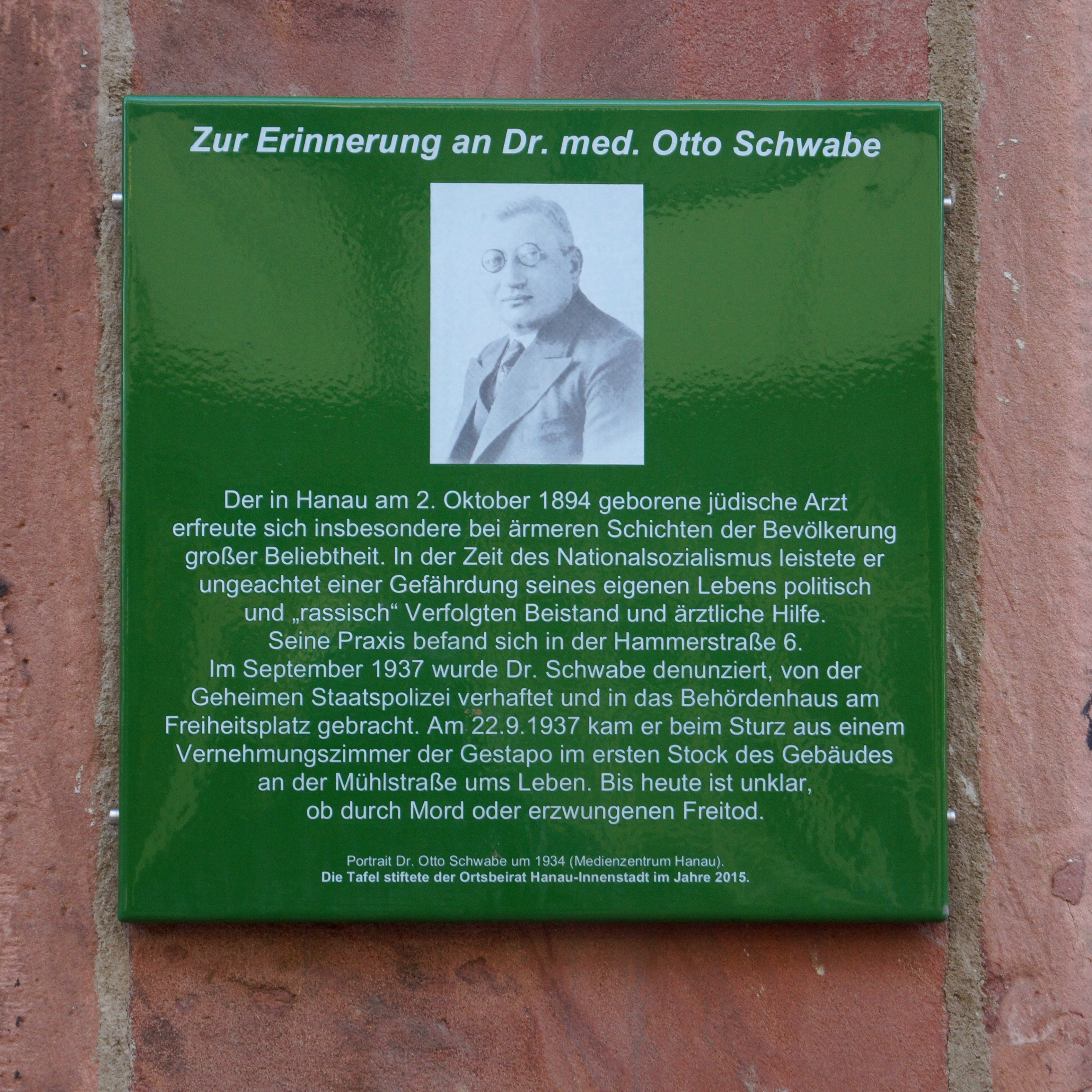
Gedenktafel für Otto Schwabe am Hanauer Behördenhaus

Otto Schwabe (geboren am 2. Oktober 1894 in Hanau; gestorben am 22. September 1937 ebenda) war ein in der Stadt Hanau bekannter deutscher jüdischer Arzt, der unter ungeklärten Umständen nach der Verhaftung durch die Gestapo zu Tode kam.

## Herkunft
Schwabe stammte aus einer schon lange in Hanau ansässigen jüdischen Familie, deren Ursprung das 1689 erstmals genannte Haus Zum Schwaben in der Hanauer Judengasse (heute Nordstraße) war. Er hatte drei Brüder, von denen einer als Kind starb. Sein Bruder Willi Schwabe, Jurist, fiel 1915 im Ersten Weltkrieg; der Kaufmann Karl Schwabe emigrierte in die Vereinigten Staaten, wo er 1967 starb und noch heute Nachfahren leben.

## Tätigkeit
Schwabe praktizierte in der Hammerstraße 6. Im gleichen Haus hatten seine Eltern das Textil- und Möbelgeschäft K.J. Cahn erworben, das von seinem Bruder Karl betrieben wurde. Über seine Tätigkeit liegen unter anderem Berichte seines Fahrers Eugen Machtanz und seiner später ebenfalls in die Vereinigten Staaten emigrierten Witwe Johanna Schwabe vor. Demnach war er bereits seit dem frühen Morgen, mittags zwischen Vor- und Nachmittagssprechstunde und abends jeweils unermüdlich zu Patientenbesuchen mit dem Auto unterwegs. Weil solche Mobilität zu dieser Zeit nicht gerade selbstverständlich war, war das Bild des Arztes in seinem Wagen vielen Hanauern vertraut. Zudem brachte er auf diese Weise in der Weihnachtszeit zahllose Geschenke zu ärmeren Patienten. Wenn der Patient nicht in der Lage war zu bezahlen oder keiner Kasse angehörte, verzichtete Otto Schwabe oft auf das Honorar, was seine Beliebtheit gerade in den ärmeren Schichten steigerte.

## Unter dem NS-Regime
Bereits 1933 hatte Schwabe einen Rückgang der Patientenzahlen in seiner Praxis befürchtet. Dies trat aber erst mit den Nürnberger Gesetzen 1935 ein. Kassenpatienten mussten nun um ihre Arbeitsstelle fürchten, wenn sie sich bei einem jüdischen Arzt behandeln ließen. Zudem wurden Patienten vor seiner Praxis von SA-Leuten eingeschüchtert. Die Fortsetzung seiner medizinischen Tätigkeit wurde durch diese Schikanen wesentlich erschwert. Im März 1936 musste er seinem Chauffeur kündigen, beschäftigte ihn jedoch so lange weiter, bis es diesem gelang, eine neue Stelle zu finden. Gegner des NS-Regimes wie entlassene KZ-Häftlinge behandelte er kostenlos.

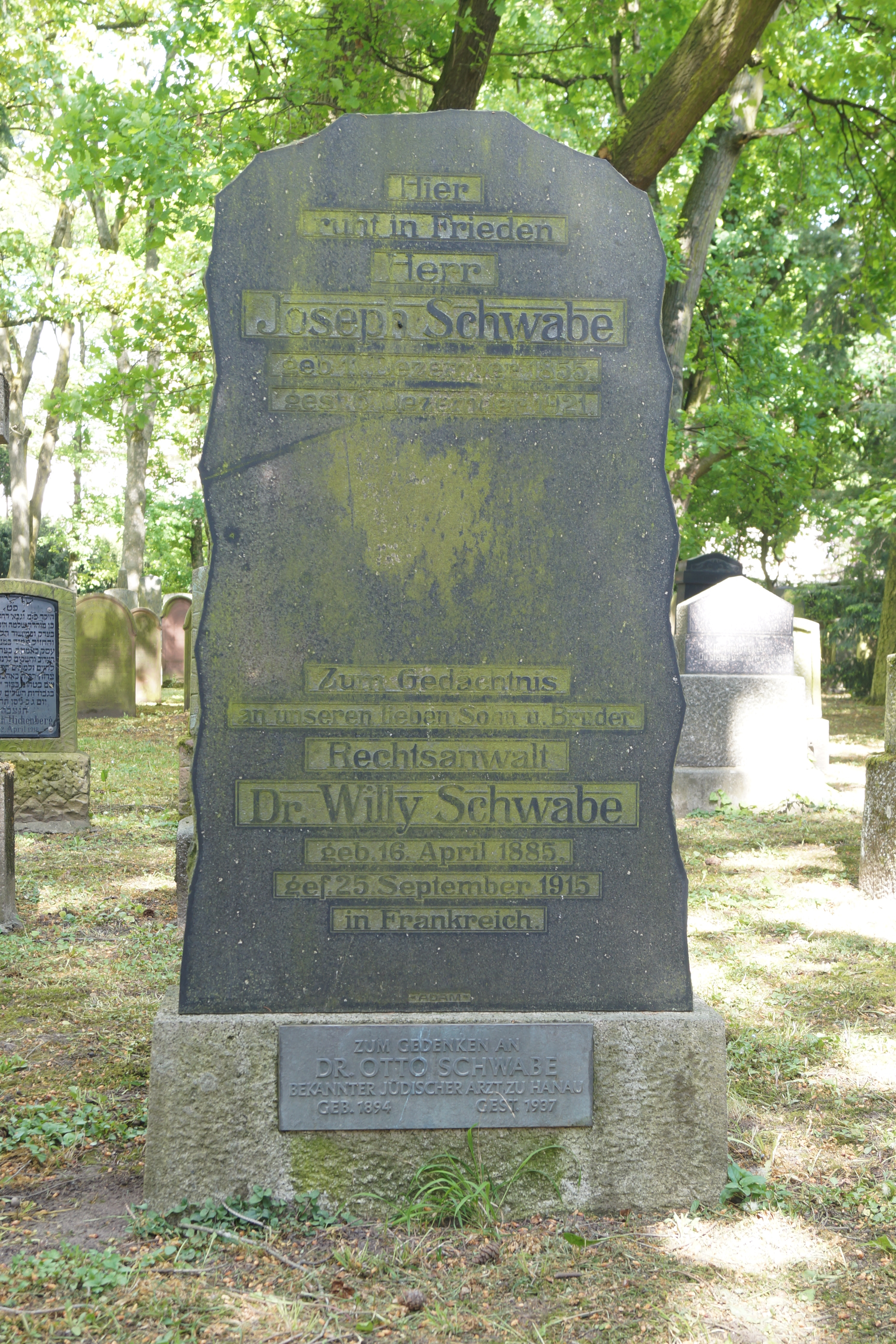
Grabmal der Familie Schwabe auf dem Jüdischen Friedhof in Hanau

## Verhaftung und Tod
Der beliebte Arzt war den örtlichen Nationalsozialisten offensichtlich lästig und wurde im Herbst 1937 Opfer einer Denunziation. Ein Dachdecker behauptete, Schwabe sei seiner Frau, einer langjährigen Patientin, zu nahe getreten. Zusätzlich wurde ihm vorgeworfen, eine Abtreibung vorgenommen zu haben. Tatsächlich war eine junge Frau in seiner Praxis mit diesem Wunsch vorstellig geworden, was er aber mit Hinweis auf das Abtreibungsverbot ablehnte. Auch die Bitte, die Frau nach Darmstadt oder Frankfurt zu Adressen fahren, wo sie in dieser Angelegenheit Hilfe bekommen könne, lehnte Otto Schwabe mit dem Hinweis ab, dass er als Jude besonders vorsichtig sein müsste. Scheinbar hatte der Denunziant zuvor versucht, den Arzt zu erpressen. Schwabe hatte aus diesem Grund Anzeige erstattet, was ihm als Jude aber nichts nutzte, da er als Kläger zum Beklagten wurde.
Otto Schwabe wurde am 21. September 1937 nachmittags telefonisch in die Polizeidirektion bestellt, dann verhaftet und am örtlichen Sitz der Gestapo im Hanauer Behördenhaus verhört. Seine Bücher und medizinischen Instrumente wurden von der Kriminalpolizei beschlagnahmt. Er starb am 22. September im benachbarten Stadtkrankenhaus, nachdem er morgens unter ungeklärten Umständen aus dem Fenster im Verhörzimmer im zweiten Stock der Mühlstraße gestürzt war. Der Amtsarzt stellte einen Schädelbruch als Todesursache fest.
Die Umstände seines Todes konnten auch in einem Gerichtsprozess in der Nachkriegszeit nie aufgeklärt werden. Nach Angaben des Polizeichefs hätte Schwabe im Zimmer auf die Überstellung zur Staatsanwaltschaft gewartet, und sich ganz ruhig mit den Beamten unterhalten. Das Fenster um sich herauszustürzen sollte er selbst plötzlich geöffnet haben. Ein Beamter, der ihn festhalten wollte, habe sich dabei an der Hand verletzt. Angesichts der dort üblichen Verhörmethoden bestehen erhebliche Zweifel an dieser Darstellung. Gegen einen Selbstmord spricht vor allem, dass Otto Schwabe sich auf die Emigration vorbereitete. So war ihm wenige Tage zuvor, am 10. September, der Antrag auf Ausreise genehmigt worden. Der Hanauer Anzeiger meldete in einer kurzen Notiz lediglich, ein jüdischer Arzt habe sich aus dem Fenster der Polizeidirektion in den Tod gestürzt, um sich gerichtlichen Verhandlungen zu entziehen.
Otto Schwabe wurde nach jüdischer Sitte auf dem Hanauer Judenfriedhof – unweit des Tatortes – bestattet. Die Beisetzung soll ungewöhnlich gut besucht gewesen sein. Dabei habe eine stadtbekannte Mitarbeiterin der Gestapo Aufnahmen gemacht und sich laut darüber beschwert, dass so viele Leute auf den jüdischen Friedhof gekommen seien.

## Gedenken
In Hanau wurde nach ihm die Dr.-Schwabe-Straße nahe dem Kurpark Wilhelmsbad benannt. Am Ort seines Todes, dem heutigen Finanzamt, erinnert am Eingang Mühlstraße eine Gedenktafel an ihn.